# Limavady
Limavady (Léim a' Mhadaidh in gaelico irlandese) è un comune dell'Irlanda del Nord, situato nella contea di Londonderry.